# 承厚
承厚（1869年—？），字博夫，号似村，江宁驻防滿洲正藍旗人，清朝政治人物、同進士出身。
光緒十七年辛卯科（1891年）江南乡试举人，二十年（1894年），参加光緒甲午科殿試，登進士三甲172名。同年五月，著交吏部掣签分发各省，以知县即用。